# Oh My God (canción de Adele)
«Oh My God» —en español: «Ay Dios mío»— es una canción compuesta e interpretada por la cantautora británica Adele. Fue lanzada el 29 de noviembre de 2021 a través Columbia Records como el segundo sencillo de su cuarto álbum de estudio 30. Unos días después del lanzamiento del álbum, la canción impactó a las estaciones de radio contemporáneas para adultos y pop en los Estados Unidos.

## Antecedentes y recepción
Anunciada el 1 de noviembre de 2021 como parte de la lista de canciones, se lanzó inicialmente como la quinta canción del álbum 30 de Adele el 19 de noviembre. Sobre la canción y su significado, la cantante reveló que fue «la primera vez que básicamente salí de mi casa después de que mi ansiedad y cosas así comenzaron a disminuir». Después de haber cumplido 30 años, explicó que estaba aterrorizada de tener citas en Los Ángeles. Hablando de una de las primeras veces que coqueteó después del divorcio de su exmarido Simon Konecki, recordó haber dicho: «'¿Te importa? Estoy casada.' Y mis amigos decían, 'pero no lo estás'. Y yo estaba como, 'oh mierda. está bien, ay Dios mío'».
Tras el lanzamiento del álbum, la canción fue elegida como «canción de la semana» por Consequence. Los escritores Mary Siroky y Glenn Rowley describieron la canción como «refrescante», mientras que líricamente, «reemplaza la tristeza absoluta con un conflicto interno». David Cobbald de The Line of Best Fit, sin embargo, consideró que la inclusión de la canción en el álbum era «cuestionable».
«Oh My God» reemplazó a «I Drink Wine», que se había anunciado como el segundo sencillo dos semanas antes.

## Vídeo musical
Un vídeo musical de la canción se estrenó en YouTube el 12 de enero de 2022. Fue dirigido por Sam Brown, quien también dirigió el vídeo musical del sencillo de Adele de 2010 «Rolling in the Deep». La cantante lanzó un tráiler del vídeo en sus cuentas de redes sociales el 6 de enero.
El vídeo, filmado en blanco y negro, presenta múltiples versiones de Adele interpretando la canción en una sala llena de sillas de madera acompañada por numerosos bailarines de respaldo. Tiene múltiples referencias a algunos de los pecados capitales ilustrados en la Mesa de los pecados capitales de Jheronimus Bosch, entre ellas la soberbia (persona mirándose al espejo), la pereza (hombre leyendo mientras una mujer duerme en el piso), la ira (hombre rompiendo una silla y otro lanzándole gasolina), la lujuria (representada por bailes eróticos) y la envidia (representada por una serpiente). En el vídeo se representa a Adele batallando internamente entre el impulso de cometer esos pecados y el de no hacerlo, y su decisión de caer en la tentación representado con la escena final en la cual se come la manzana, en alusión a la historia bíblica de la desobediencia de Eva a Dios al comer la manzana prohibida.

## Composición
A diferencia de otras pistas de 30, la canción incorpora más sonidos de R&B. Se trata de un conflicto sobre "su deseo de divertirse por una vez", mientras que parece que nunca tuvo la oportunidad de hacerlo. La canción explora el tema de querer "exponerse" y las consiguientes dificultades por ser una superestrella. Agnes Erickson de TheList.com dedicó un artículo al significado de la canción. Para ella, una "canción sorprendentemente optimista sobre sumergir los pies en la piscina romántica por primera vez" desde el divorcio, la letra muestra la voluntad de comenzar a salir nuevamente después de un episodio de ansiedad que la dejó "completamente paralizada".

## Historial de lanzamientos
| Región         | Fecha                   | Formato(s)                  | Sello                          | Ref.   |
| -------------- | ----------------------- | --------------------------- | ------------------------------ | ------ |
| Varios         | 19 de noviembre de 2021 | Descarga digital, streaming | XL Recordings Columbia Records | [ 17 ] |
| Estados Unidos | Noviembre de 2021       | Adult contemporary          | XL Recordings Columbia Records | [ 18 ] |
| Estados Unidos | Noviembre de 2021       | Contemporary hit radio      | XL Recordings Columbia Records | [ 19 ] |